# Ernst Müller (Dirigent)

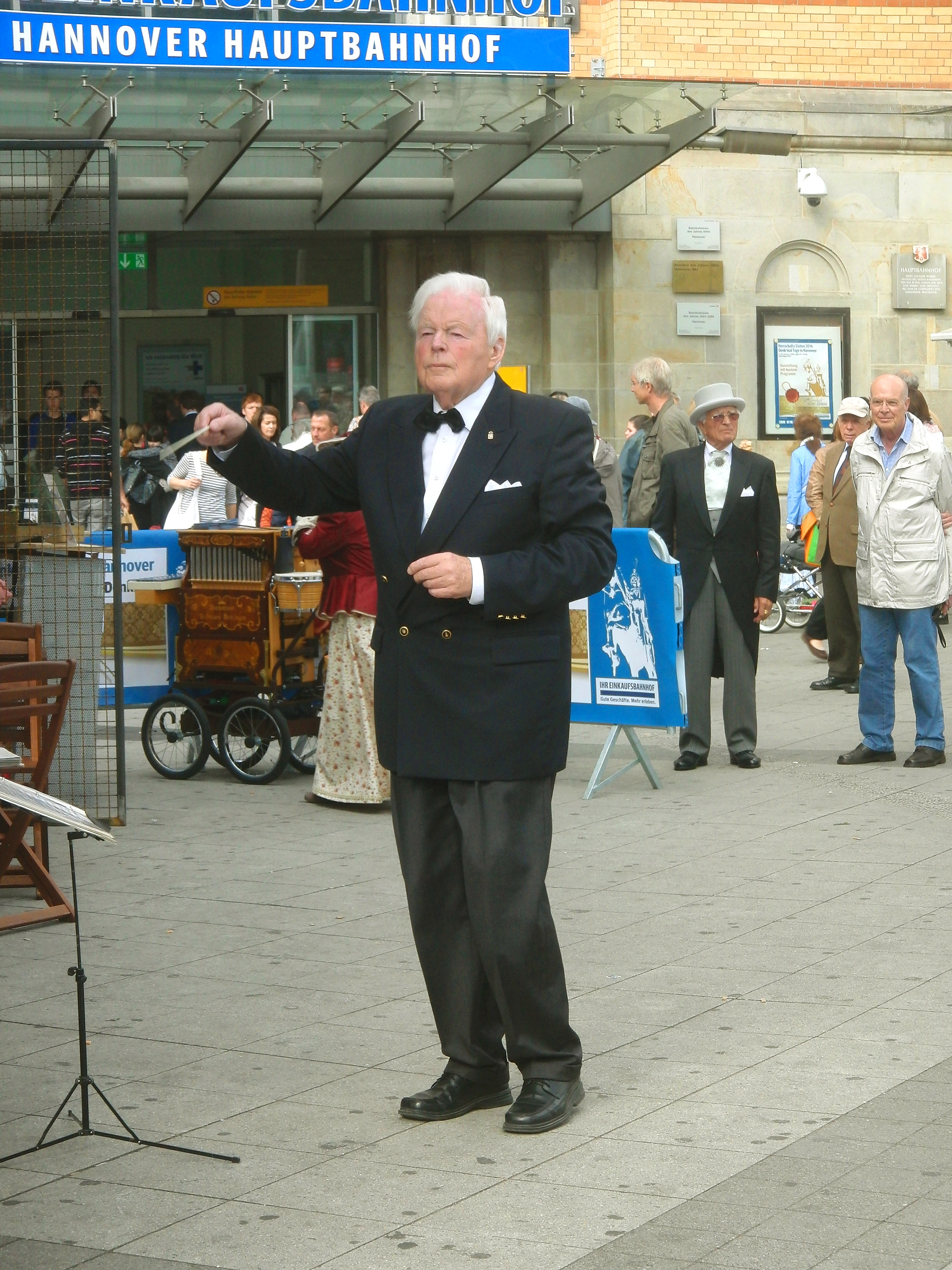
Ernst Müller dirigiert 2014 das Niedersächsische Blasorchester vor dem Hauptbahnhof Hannover

Ernst Müller (* 23. Februar 1939 in Hannover) ist ein deutscher Musiker, Bassist, Dirigent und Musikdirektor.

## Leben
Bereits ab seinem achten Lebensjahr erlernte Ernst Müller das Violinenspiel, mit 14 zudem Trompete bei dem Kammermusiker Willi Bode im hannoverschen Opernhaus. Schon als Jugendlicher leitete er im Alter von 16 Jahren die Feuerwehrkapelle Godshorn. 1956 begann er sein Studium an der Hochschule für Musik und Theater in Hannover.
1958 gründete Müller von ihm geleitete Blasorchester Langenhagen, das 1975 in Niedersächsisches Blasorchester umbenannt wurde.
1961 bis 1969 wirkte Ernst Müller als Solo-Bassist am Thalia-Theater Hannover.
Seit 1977 leitet Ernst Müller das Jugendblasorchester der Landeshauptstadt Hannover, parallel dazu von 1979 bis 2001 das Orchester der Volkswagen AG sowie das Musikcorps der Berufsfeuerwehr Hannover.
1998 übernahm Ernst Müller zudem die „[...] Leitung des Hausorchesters S.K.H. des Prinzen von Hannover“. Im selben Jahr wurde der mit der Verleihung des Verdienstordens der Bundesrepublik Deutschland ausgezeichnet.
2016 ehrte der Heimatbund Niedersachsen den Musiker mit der Verleihung des Cord-Borgentrick-Steins.
Im Januar 2019 beschlossen die Mitglieder des Rates der Stadt Langenhagen einstimmig die Ernennung Müllers zum Ehrenbürger.